# Luciléia
Luciléia Renner Minuzzo, mais conhecida como Luciléia (Santo Ângelo, 28 de junho de 1983) é uma jogadora de futsal brasileira que atua como pivô. Atualmente, joga pelo Montesilvano Calcio a 5.

## Títulos
Brasil
- Campeonato Sul-Americano de Futsal Feminino - 2007, 2009, 2011
- Campeonato Mundial Feminino de Futsal - 2010, 2012

## Artilharia
- Campeonato Sul-Americano de Futsal Feminino - 2007 (?), 2009 (11 gols), 2011 (12 gols)
- Campeonato Mundial Feminino de Futsal - 2012 (6 gols)[1]